# کوله اومبرتو
کوله اومبرتو (به ایتالیایی: Colle Umberto) یک کومونه در ایتالیا است که در استان ترویزو واقع شده‌است.

## خصوصیات
کوله اومبرتو ۱۳٫۶ کیلومترمربع مساحت و ۴٬۹۰۰ نفر جمعیت دارد و ۱۴۴ متر بالاتر از سطح دریا واقع شده‌است.

## خواهرخوانده
شهرهای La Balme-de-Sillingy و لارنس رم خواهرخوانده‌های کوله اومبرتو هستند.